# Susan Brooks
Susan Wiant Brooks (Fort Wayne, 25 agosto 1960) è una politica e magistrato statunitense, membro della Camera dei Rappresentanti per lo stato dell'Indiana dal 2013 al 2021.

## Biografia
Nata e cresciuta nell'Indiana, dopo la laurea in legge all'Università dell'Indiana la Brooks lavorò per molti anni come avvocato penalista.
Nel 1998 il sindaco repubblicano di Indianapolis la nominò sua vice, ma dopo circa un anno la Brooks tornò a lavorare nell'ambito legale. Nel 2001 il Presidente George W. Bush la nominò United States attorney, ovvero pubblico ministero per i reati di competenza federale. Nell'ottobre del 2007 la Brooks rassegnò le proprie dimissioni per accettare l'incarico di consigliera generale all'Ivy Tech Community College.
Nel 2011 il deputato repubblicano Dan Burton decise di andare in pensione dopo trent'anni di servizio alla Camera dei Rappresentanti e così la Brooks si candidò per il suo seggio, riuscendo a vincere le elezioni. Susan Brooks divenne quindi insieme a Jackie Walorski la seconda donna repubblicana eletta al Congresso dallo stato dell'Indiana dopo Cecil Harden nel 1949.
Riconfermata per altri tre mandati, nel 2020 annunciò la propria intenzione di non ricandidarsi ulteriormente alla Camera e lasciò il seggio dopo otto anni di servizio.
Susan Brooks è sposata con David Brooks e la coppia ha due figli.